# Noa Cohen

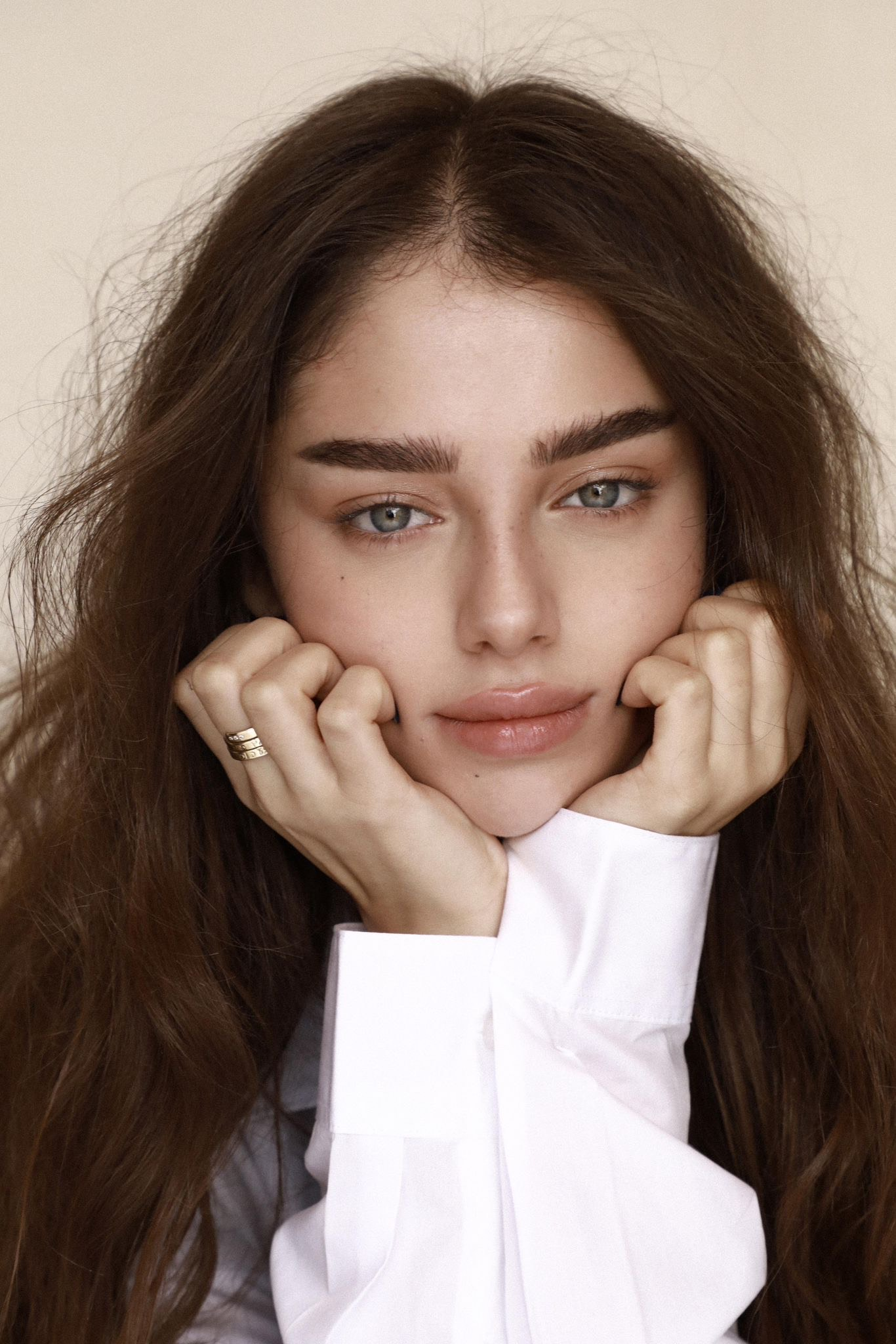
Noa Cohen

Noa Cohen (hebräisch נֹועָה כֹּהֵן; * 3. August 2002) ist eine israelische Schauspielerin und Model.

## Leben und Karriere
Cohen wurde am 3. August 2002 geboren. Sie ist mizrachisch-jüdischer Abstammung. Cohen arbeitete als Model für verschiedene Marken, darunter Veet, JENNYUNIQUE, HOODIES.IL, Smashbox Cosmetics und Essence Cosmetics.
Ihr Schauspieldebüt gab sie 2018 in der Fernsehserie My Sister Skipped A Grade. Anschließend spielte sie 2021 in My Nephew From Hell mit. 2022 trat sie in dem Film Silent Game auf. Im selben Jahr wurde Cohen für die Serie Infinity gecastet. Unter anderem bekam sie 2024 in dem Netflixfilm Maria die Hauptrolle.

## Filmografie (Auswahl)
Filme
- 2022: Silent Game
- 2024: Maria (Mary)

Serien
- 2018: My Sister Skipped A Grade (Achoti Kaftza Kita)
- 2021: My Nephew From Hell
- 2022: Infinity
- 2024: 8200 (Ruach Tzafonit)